# Sangalopsis cosyra
Sangalopsis cosyra là một loài bướm đêm trong họ Geometridae.